# UWA世界ライトヘビー級王座
UWA世界ライトヘビー級王座は、UWAが管理、認定していた王座。

## 歴史
1975年、LLIが創設。
1997年、LLIが解散。
LLIが解散後もタイトルマッチは行われていた。
2007年9月16日、AAAでUWA世界ライトヘビー級王座、IWC世界ヘビー級王座、ナショナル・ヘビー級王座、GPCW SUPER-Xモンスター王座による王座統一トーナメントが行われてAAAメガ王座の創設により封印。

## 歴代王者
| 歴代   | 選手                           | 戴冠回数 | 獲得日付       | 獲得場所 （対戦相手・その他）                          |
| ------ | ------------------------------ | -------- | -------------- | ------------------------------------------------------ |
| 初代   | レイ・メンドーサ               | 1        | 1975年11月25日 | メキシコシティ 不明                                    |
| 第2代  | エル・アウダス                 | 1        | 1976年3月21日  | ベラクルス州ベラクルス                                 |
| 第3代  | レイ・メンドーサ               | 2        | 1976年8月22日  | ヌエボ・レオン州モンテレイ                             |
| 第4代  | エル・ソリタリオ               | 1        | 1977年3月24日  | チワワ州シウダー・フアレス                             |
| 第5代  | レイ・メンドーサ               | 3        | 1978年10月29日 | メヒコ州ナウカルパン                                   |
| 第6代  | グラン浜田                     | 1        | 1979年11月4日  | メヒコ州ナウカルパン                                   |
| 第7代  | ペロ・アグアヨ                 | 1        | 1980年5月25日  | メヒコ州ナウカルパン                                   |
| 第8代  | フィッシュマン                 | 1        | 1980年12月12日 | メヒコ州ナウカルパン                                   |
| 第9代  | ビジャノ3号                    | 1        | 1981年3月1日   | メヒコ州ナウカルパン                                   |
| 第10代 | フィッシュマン                 | 2        | 1981年7月19日  | メヒコ州ナウカルパン                                   |
| 第11代 | サングレ・チカナ               | 1        | 1981年11月12日 | メヒコ州ナウカルパン                                   |
| 第12代 | フィッシュマン                 | 3        | 1982年2月27日  | メヒコ州ナウカルパン                                   |
| 第13代 | サングレ・チカナ               | 2        | 1983年10月9日  | メヒコ州ナウカルパン 1984年3月返上                     |
| 第14代 | フィッシュマン                 | 4        | 1984年4月1日   | メキシコシティ ビジャノ3号 1985年8月22日剥奪           |
| 第15代 | ビジャノ1号                    | 1        | 1986年8月10日  | メヒコ州ナウカルパン エル・テハノ                      |
| 第16代 | サンドカン                     | 1        | 1988年1月17日  | メヒコ州ナウカルパン                                   |
| 第17代 | リンゴ・メンドーサ             | 1        | 不明           | メキシコ                                               |
| 第18代 | サンドカン                     | 1        | 不明           | メキシコ                                               |
| 第19代 | グラン浜田                     | 2        | 1989年2月19日  | メキシコ                                               |
| 第20代 | エル・シグノ                   | 1        | 1991年2月7日   | メヒコ州メキシコシティ                                 |
| 第21代 | ビジャノ3号                    | 2        | 1991年5月16日  | メキシコシティ                                         |
| 第22代 | エル・シグノ                   | 2        | 1991年10月31日 | メキシコシティ                                         |
| 第23代 | ビジャノ5号                    | 1        | 1992年4月3日   | メヒコ州ネサワルコヨトル                               |
| 第24代 | エル・テハノ                   | 1        | 1992年11月1日  | メヒコ州ナウカルバン                                   |
| 第25代 | シルバー・キング               | 1        | 1993年10月31日 | メヒコ州ナウカルパン                                   |
| 第26代 | ビジャノ5号                    | 2        | 1994年1月1日   | メヒコ州ネサワルコヨトル 1995年1月剥奪                 |
| 第27代 | アドリアン・エル・エクスティコ | 1        | 1995年9月17日  | メヒコ州ネサワルコヨトル アルゴン・ドラド・ジュニア1号 |
| 第28代 | プリンス・マヤ                 | 1        | 1996年7月12日  | メキシコ                                               |
| 第29代 | エル・コバルテ                 | 1        | 1999年3月19日  | メキシコ                                               |
| 第30代 | ヘビー・メタル                 | 1        | 2000年4月16日  | タマウリパス州ヌエボ・ラレド                           |
| 第31代 | エレクトロ・ショック           | 1        | 2001年6月8日   | アメリカ・ニューメキシコ州アルバカーキ                 |
| 第32代 | エル・ソロ                     | 1        | 2001年10月26日 | ベラクルス州ベラクルス                                 |
| 第33代 | ミステル・アギラ               | 1        | 2003年7月3日   | メヒコ州トルーカ                                       |
| 第34代 | エル・ソロ                     | 2        | 2003年9月28日  | ハリスコ州グアダラハラ                                 |
| 第35代 | ミステル・アギラ               | 2        | 2004年6月20日  | メヒコ州ナウカルパン                                   |
| 第36代 | エル・ソロ                     | 3        | 2004年7月9日   | バハ・カリフォルニア州ティフアナ                       |
| 第37代 | チャーリー・マンソン           | 1        | 2004年8月1日   | ヌエボ・レオン州グアダルーペ                           |
| 第38代 | エル・ソロ                     | 4        | 2005年8月31日  | ヌエボ・レオン州モンテレイ                             |
| 第39代 | アトール                       | 1        | 2006年1月1日   | ヌエボ・レオン州モンテレイ                             |
| 第40代 | エル・ソロ                     | 5        | 2006年11月25日 | メキシコ                                               |
| 第41代 | チェスマン                     | 1        | 2007年8月18日  | グアナファト州サラマンカ                               |
| 第42代 | エル・メシアス                 | 1        | 2007年9月16日  | ハリスコ州グアダラハラ 2007年9月16日封印               |